# Sergueï Bolchakov
Pour les articles homonymes, voir Bolchakov.
Sergueï Vladimirovitch Bolchakov (russe : Серге́й Влади́мирович Большако́в), né le 6 juin 1988 à Ijevsk (RSFS de Russie), est un nageur russe, pratiquant la nage en eau libre.

## Biographie
Il décroche sa première médaille continentale à Budapest, lors des Championnats d'Europe de natation 2010 ; dans l'épreuve des 5 km par équipes contre-la-montre, il termine troisième avec Daniil Serebrennikov et Anna Guseva.
En 2011, il termine deuxième de l'épreuve des 10 km des Championnats du monde de natation.